# Coryphantha ramillosa
Coryphantha ramillosa är en kaktusväxtart som beskrevs av Cutak. Coryphantha ramillosa ingår i släktet Coryphantha, och familjen kaktusväxter.

## Underarter
Arten delas in i följande underarter:
- C. r. ramillosa
- C. r. santarosa

## Bildgalleri

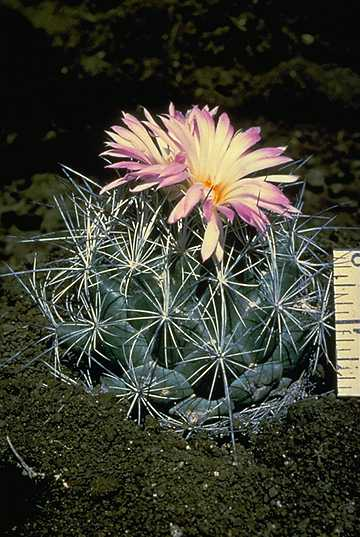
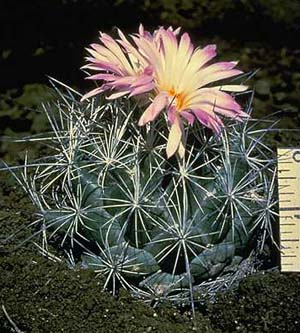